# Segni Szent Brúnó
Segni Szent Brúnó (olaszul: San Bruno di Segni), (Solero, 1047 körül – Segni, 1123. július 18.), Segni püspöke és Monte Cassino apátja egy olasz származású, római katolikus szent.

## Élete
1045 és 1049 között született a mai Piemont régióhoz és Alessandria megyéhez tartozó Solero településen. Tanulmányait egy, a szülőhelyéhez közeli kolostorban és Bolognában végezte, Sienában szentelték pappá, ami után 1079-ben Rómába ment. Még abban az évben Segni püspökévé kapott kinevezést.
Közeli kapcsolatban állt II. Orbán pápával, akit 1095-ben Franciaországba is elkísért. 1099-ben belépett a Monte Cassinoi kolostor tagjai közé, anélkül azonban, hogy megvált volna püspöki tisztségétől, vagy megszakította volna kapcsolatait a külvilággal. 1106-ban II. Paszkál pápa számára vállalt fontos franciaországi küldetést, és egy időre a pápával maradt visszaérkezését követően is. Ezt követően visszatért a kolostorába, ahol 1107-ben apáttá választották. Paszkál nem emelt kifogást a püspök funkcióhalmozásával szemben, egészen 1111-ig, amikor is Brúnó  IV. Szilveszter ellenpápa (Maginulf) mellé állt, amiért le kellett mondania apáti tisztségéről és visszatérnie Segnibe. Ott érte a halál, 1123. nyarán.
III. Luciusz pápa avatta szentté 1181-ben.

## Művei
Fennmaradt néhány munkája, amelyek alapvetően szövegmagyarázattal foglalkoznak; Libellus de symoniacis című, 1109 előtt írt műve jelentős a szimónia jelentésével és mibenlétével kapcsolatos okfejtései miatt, különös tekintettel a szimóniát elkövető papoknak a katolikus szentségekhez való viszonyulását illető nézeteire.

## Külső hivatkozások
- Szent Brúnó a New Advent Encyclopediában
- Saints.SQPN: Bruno of Segni
- uCatholic: Bruno of Segni

## Fordítás
Ez a szócikk részben vagy egészben  a   Bruno of Segni című angol Wikipédia-szócikk fordításán alapul.  Az eredeti cikk szerkesztőit annak laptörténete sorolja fel. Ez a jelzés csupán a megfogalmazás eredetét és a szerzői jogokat jelzi, nem szolgál a cikkben szereplő információk forrásmegjelöléseként.